# FK Belsina Babrujszk
Az FK Belsina Babrujszk (belarusz nyelven: Футбольны клуб Белшына Бабруйск, magyaros átírásban: Futbolni klub Belsina Babrujszk) egy fehérorosz labdarúgócsapat, székhelye Babrujszkban található. Jelenleg a fehérorosz élvonalban szerepel.

## Névváltozások
- 1977–1996: Sinnyik

1996 óta jelenlegi nevén szerepel.

## Története
A klubot 1977-ben Sinnyik néven alapították. A csapat 1978-ban és 1982-ben megnyerte a Belorusz SZSZSZK területi labdarúgó-bajnokságát.
Fehéroroszország függetlenné válását követően a másodosztályba kapott besorolást, ahol előbb ezüstérmes, majd 1993-ban aranyérmes lett, így az élvonalba jutott, és élvonalbeli tagságát több mint 10 évig biztosan őrizte.
1995-ben a fehérorosz kupa elődöntőjébe jutott, 1996-ban bronzérmes, 1997-ben ezüstérmes, 1998-ban újfent bronzérmes helyen végzett a bajnokságban. 1997-ben a fehérorosz kupát is elhódította.
Mindmáig legnagyobb sikerét 2001-ben jegyezte, amikor megnyerte a nemzeti labdarúgó-bajnokságot és elhódította a nemzeti kupát is.

## Sikerei, díjai
- Fehérorosz bajnok: 1 alkalommal (2001)
- Fehéroroszkupa-győztes: 3 alkalommal (1997, 1999, 2001)
- A Belorusz SZSZK területi bajnoka: 2 alkalommal (1978, 1982)

## Eredményei

### Európaikupa-szereplés

#### Összesítve
| Kupa                        | J  | GY | D | V | LG | KG |
| --------------------------- | -- | -- | - | - | -- | -- |
| Bajnokok Ligája             | 4  | 1  | 1 | 2 | 3  | 7  |
| UEFA-kupa                   | 6  | 0  | 2 | 4 | 3  | 14 |
| Kupagyőztesek Európa-kupája | 4  | 1  | 1 | 2 | 6  | 7  |
| Összesen                    | 14 | 2  | 4 | 8 | 12 | 28 |

#### Szezonális bontásban
| Idény     | Kupa            | Forduló         | Klub               | 1. mérk. | 2. mérk. | Össz. |
| --------- | --------------- | --------------- | ------------------ | -------- | -------- | ----- |
| 1997–1998 | KEK             | Selejtező       | Tallinna Sadam     | 1–1      | 4–1*     | 5–2   |
| 1997–1998 | KEK             | 1. forduló      | Lokomotyiv Moszkva | 1–2*     | 0–3      | 1–5   |
| 1998–1999 | UEFA-kupa       | 1. selejtezőkör | CSZKA Szofija      | 0–0*     | 1–3      | 1–3   |
| 1999–2000 | UEFA-kupa       | 1. selejtezőkör | Omónia             | 1–5*     | 0–3      | 1–8   |
| 2001–2002 | UEFA-kupa       | 1. selejtezőkör | MFK Ružomberok     | 1–3      | 0–0*     | 1–3   |
| 2002–2003 | Bajnokok Ligája | 1. selejtezőkör | Portadown FC       | 0–0      | 3–2*     | 3–2   |
| 2002–2003 | Bajnokok Ligája | 2. selejtezőkör | Makkabi Haifa      | 0–41     | 0–1*     | 0–5   |

1Cipruson játszották.

## Külső hivatkozások
- Hivatalos honlap (oroszul)